# Campionati oceaniani di atletica leggera 1990
I Campionati oceaniani di atletica leggera 1990 (in inglese 1990 Oceania Athletics Championships) sono stati la 1ª edizione dei Campionati oceaniani di atletica leggera. La manifestazione si è svolta dall'11 al 14 luglio presso il National Stadium di Suva, nelle Figi.

## Medagliati

### Uomini
| Specialità | Oro               | Prestazione | Argento                 | Prestazione   | Bronzo             | Prestazione   |
| Corse piane |                   |             |                         |               |                    |               |
| 100 m | Joseph Onika      | 10"75       | Subul Babo              | 10"83         | Jone Delai         | 10"92         |
| 200 m | Subul Babo        | 21"60       | Joseph Onika            | 21"87         | Peauope Suli       | 22"04         |
| 400 m | Alex Soqosoqo     | 48"31       | Braeman Yee             | 48"45         | Philip Harrison    | 49"36         |
| 800 m | Derek Renz        | 1'53"33     | Lui Muavesi             | 1'54"03       | David Savidan      | 1'54"21       |
| 1 500 m | Derek Renz        | 3'58"58     | Jamie Strudley          | 3'59"61       | Wally Plath        | 4'01"88       |
| 5 000 m | Duane Humphreys   | 15'09"87    | Paul Ashford            | 15'17"87      | Davendra Singh     | 15'19"53      |
| 10 000 m | Adrian Wellington | 32'08"46    | Paul Ashford            | 32'42"16      | Aaron Dupnai       | 32'52"62      |
| Corse a ostacoli |                   |             |                         |               |                    |               |
| 110 hs | Robert McNeill    | 15"39       | Johnathan Schmidt       | 15"51         | Homelo Vi          | 15"80         |
| 400 hs | Johnathan Schmidt | 52"83       | Paeaki Tukaunove Kokohu | 54"30         | Joe Rodan          | 54"33         |
| 3 000 siepi | Duane Humphreys   | 9'12"83     | Davendra Singh          | 9'21"80       | Wayne Hellmuth     | 9'29"97       |
| Prove su strada |                   |             |                         |               |                    |               |
| Maratona | Grant McEwen      | 2h30'31"    | Adrian Wellington       | 2h31'03"      | Mervyn Shields     | 2h36'34"      |
| Marcia 20 km | Paul McElwee      | 1h39'46"    | Dean Nipperess          | 1h54'15"      | Caleb Maybir       | 1h54'34"      |
| Salti |                   |             |                         |               |                    |               |
| Salto con l'asta | Marcus Pointon    | 4,40 m      | Alona Finau Homelo Vi   | 2,70 m        | Non assegnato      | Non assegnato |
| Salto in alto | Ray Featherstone  | 2,06 m      | Joe Ellul               | 1,94 m        | Jale Waivure       | 1,94 m        |
| Salto in lungo | Simon Raynes      | 7,21 m      | Gabriele Qoro           | 7,13 m        | Aaron Langdon      | 7,02 m        |
| Salto triplo | Simon Raynes      | 14,66 m     | Scott Newman            | 14,44 m       | Shane Stuart       | 14,21 m       |
| Lanci |                   |             |                         |               |                    |               |
| Getto del peso | Douglas Mace      | 15,60 m     | Cameron McLaughlan      | 14,89 m       | Kevin Galea        | 14,86 m       |
| Lancio del disco | Ian Boller        | 47,80 m     | Chris Mene              | 46,96 m       | Nathan Tait        | 44,04 m       |
| Lancio del martello | Douglas Mace      | 57,50 m     | Patrick Hellier         | 50,04 m       | Vainga Tonga       | 28,74 m       |
| Lancio del giavellotto | James Goulding    | 71,54 m     | Jioji Nadavo            | 63,14 m       | Ian Swarbrick      | 62,12 m       |
| Staffette |                   |             |                         |               |                    |               |
| Staffetta 4×100 m | Figi Tonga        | 41"97       | Non assegnato           | Non assegnato | Papua Nuova Guinea | 42"40         |
| Staffetta 4×400 m | Figi              | 3'15"29     | Papua Nuova Guinea      | 3'17"80       | Tonga              | 3'20"05       |
| record mondiale; record mondiale stagionale; record oceaniano; record dei campionati; record nazionale; record personale; record personale stagionale. |                   |             |                         |               |                    |               |

### Donne
| Specialità | Oro                | Prestazione | Argento           | Prestazione | Bronzo            | Prestazione |
| Corse piane |                    |             |                   |             |                   |             |
| 100 m | Bindee Goonchew    | 12"17       | Heather Shanks    | 12"27       | Vaciseva Tavaga   | 12"37       |
| 200 m | Bindee Goonchew    | 25"30       | Chantal Brunner   | 25"37       | Heather Shanks    | 25"40       |
| 400 m | Kirsten Downie     | 56"11       | Melindy Smith     | 56"35       | Joanne Todd       | 57"83       |
| 800 m | Helen Hawley       | 2'09"35     | Sally Lee         | 2'12"31     | Manuela Primavera | 2'16"59     |
| 1 500 m | Helen Hawley       | 4'33"17     | Wendy Cottrell    | 4'37"38     | Manuela Primavera | 4'38"64     |
| 3 000 m | Wendy Cottrell     | 10'01"72    | Manuela Primavera | 10'18"74    | Jen Allred        | 10'20"88    |
| Corse a ostacoli |                    |             |                   |             |                   |             |
| 100 hs | Katie Ackerman     | 14"67       | Sarah Lynn        | 15"26       | Lillyanne Beining | 15"49       |
| 400 hs | Lily Tua           | 1'04"31     | Megan Minehane    | 1'04"87     | Janiene Ashbridge | 1'07"45     |
| Prove su strada |                    |             |                   |             |                   |             |
| Marcia 20 km | Lee-Ann McPhillips | 1h22'22"    | Jen Allred        | 1h27'10"    | Carol Porter      | 1h31'12"    |
| Salti |                    |             |                   |             |                   |             |
| Salto in alto | Carmel Corbett     | 1,77 m      | Shelley Stoddart  | 1,77 m      | Katie Ackerman    | 1,68 m      |
| Salto in lungo | Katie Ackerman     | 6,01 m      | Chantal Brunner   | 5,85 m      | Shelley Stoddart  | 5,46 m      |
| Lanci |                    |             |                   |             |                   |             |
| Getto del peso | Tania Lutton       | 13,52 m     | Iammo Launa       | 12,87 m     | Elizabeth Binns   | 12,33 m     |
| Lancio del disco | Jeanette Park      | 47,02 m     | Tania Lutton      | 38,20 m     | Mereoni Vibose    | 38,08 m     |
| Lancio del giavellotto | Mereoni Vibose     | 48,70 m     | Iammo Launa       | 48,02 m     | Shane Edgerton    | 44,28 m     |
| Staffette |                    |             |                   |             |                   |             |
| Staffetta 4×100 m | Nuova Zelanda      | 47"92       | Australia         | 48"56       | Figi              | 48"59       |
| Staffetta 4×400 m | Australia          | 3'55"73     | Nuova Zelanda     | 3'57"83     | Figi              | 4'03"73     |
| record mondiale; record mondiale stagionale; record oceaniano; record dei campionati; record nazionale; record personale; record personale stagionale. |                    |             |                   |             |                   |             |

## Medagliere
| Posizione | Paese              | Oro | Argento | Bronzo | Totale |
| --------- | ------------------ | --- | ------- | ------ | ------ |
| 1         | Nuova Zelanda      | 23  | 13      | 10     | 46     |
| 2         | Australia          | 7   | 11      | 10     | 28     |
| 3         | Figi               | 5   | 5       | 9      | 19     |
| 4         | Papua Nuova Guinea | 2   | 4       | 3      | 9      |
| 5         | Tonga              | 1   | 3       | 3      | 7      |
| 6         | Isole Salomone     | 1   | 1       | 0      | 2      |
| 7         | Guam               | 0   | 1       | 1      | 2      |
| 8         | Isole Cook         | 0   | 0       | 1      | 1      |
| Totale    | Totale             | 39  | 38      | 37     | 114    |